# Angakkoq

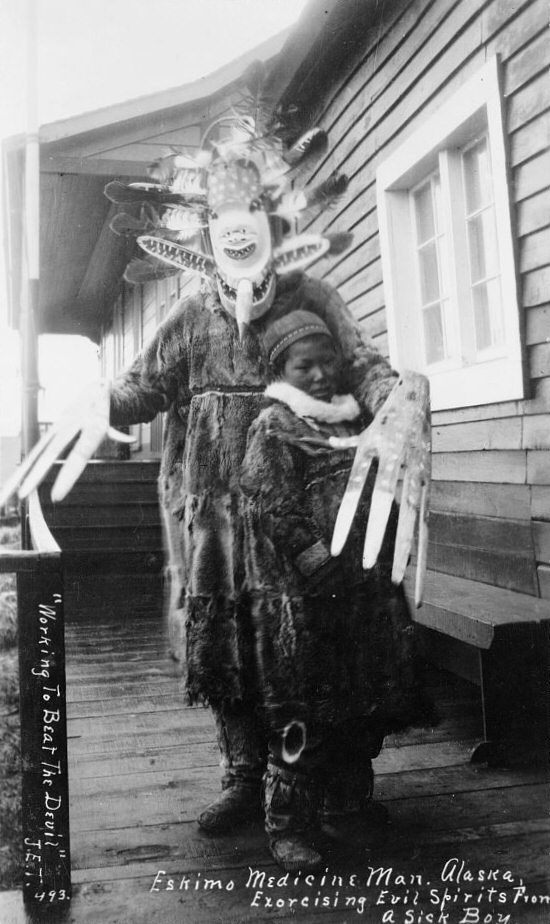
En schaman bland alaskaeskimåer från cirka 1890.

Angakkoq eller Angakkuq (inuktitut: ᐊᖓᑦᑯᖅ, även Angatkuq, Angakok, eller Ilisitsok) är en schaman i inuitisk mytologi och i inuitkulturen. Både inuiterna på Grönland och de andra eskimåkulturerna yupik och inupiat har motsvarande schamanfigurer.
Genom att försätta sig i trans och med hjälp från andar (toornat), kan angakkoqen hjälpa sitt folk mot onda makter. Han kan hela sjukdom, återskapa balansen efter tabubrott, se dolda saker, och kommunicera med makter såsom Sedna och Aningan.
Både män och kvinnor kunde bli angakkoq, men det var mer sällan kvinnor som blev schamaner. Processen för att bli en angakkoq skilde sig åt. Sonen till den varande angakkoq kunde bli tränad av sin far till att få titeln. Annars kunde en ung man, eller kvinna, som kände förkärlek eller kraft som fick dem att framträda bland folket bli tränade av en erfaren mentor. Det finns också de som hävdar att de blivit kallade till detta genom drömmar eller syner.
Bland inuiterna finns det en del tabuföreställningar:
- tirigusuusiit, saker man måste undgå
- maligait, saker man måste följa
- piqujait, saker man ska göra

Då dessa tre inte följs kan det hända att angakkuqen måste gripa in framför den "skyldiga", för att undgå skadliga konsekvenser för honom eller gruppen han tillhör.